# Pteronymia obsurata
Pteronymia obsurata är en fjärilsart som beskrevs av Fabricius 1793. Pteronymia obsurata ingår i släktet Pteronymia och familjen praktfjärilar. Inga underarter finns listade.